# Umbrina bussingi
Umbrina bussingi és una espècie de peix de la família dels esciènids i de l'ordre dels perciformes.

## Morfologia
- Els mascles poden assolir 30 cm de longitud total.[4][5]

## Hàbitat
És un peix marí, de clima tropical i bentopelàgic que viu entre 32-290 m de fondària.

## Distribució geogràfica
Es troba al Pacífic oriental central: des del sud de la Baixa Califòrnia (Mèxic) fins a Costa Rica.

## Observacions
És inofensiu per als humans.